# 日渡早紀
日渡 早紀（ひわたり さき、1961年〈昭和36年〉7月5日 - ）は日本の漫画家。神奈川県川崎市出身。血液型はB型。代表作に『ぼくの地球を守って』など。

## 来歴
実家は書店。1981年〈昭和56年〉、『魔法使いは知っている』で白泉社の第6回アテナ大賞第2席を受賞。この作品が1982年〈昭和57年〉『花とゆめ』（白泉社）第4号に掲載され、デビュー。
なお、この作品は早紀シリーズ第1話として位置付けられている。

## 作品リスト
発表年は掲載誌の号数に準拠。単行本は花とゆめコミックス、文庫版は白泉社文庫、愛蔵版はジェッツコミックスより刊行（全て白泉社）。
- 早紀シリーズ（1982年 - 1985年、『花とゆめ』・『別冊花とゆめ』） - 単行本シリーズ計2巻・文庫版シリーズ計1巻
  - 単行本は『星は、すばる。』、『無限軌道』が刊行。
  - 文庫版は『星は、すばる。』が刊行。
- アクマくんシリーズ（1982年 - 1986年、『花とゆめ』） - 単行本シリーズ計7巻・文庫版シリーズ計4巻
  - 単行本は『アクマくんにお願い』、『アクマくん ぼくは天使になりたい』、『アクマくん ブラック・ミニオン』、『アクマくん 魔法★BITTER』全4巻が刊行。
  - 文庫版は『アクマくんにお願い』、『アクマくん ブラック・ミニオン』、『アクマくん 魔法★BITTER』全2巻が刊行。
- 記憶鮮明シリーズ（1984年 - 1999年、『花とゆめ』・『花ゆめEPO』・『別冊花とゆめ』） - 単行本シリーズ計2巻・文庫版シリーズ計1巻
  - 単行本は『記憶鮮明』、『偶然が残すもの』が刊行。
  - 文庫版は『記憶鮮明』が刊行。
- ぼくの地球を守って（1986年 - 1994年、『花とゆめ』） - 単行本全21巻・文庫版全12巻・愛蔵版全10巻
- 未来のうてな（1994年 - 1999年、『花とゆめ』） - 単行本全11巻・文庫版全5巻
- 宇宙なボクら!（1999年 - 2001年、『花とゆめ』） - 単行本全4巻・文庫版全2巻
- GLOBAL GARDEN（2001年 - 2005年、『花とゆめ』） - 単行本全8巻・文庫版全4巻
- ボクを包む月の光 ─ぼく地球（タマ）次世代編─（2003年 - 2015年[7]、『別冊花とゆめ』・『花とゆめプラス』） - 単行本全15巻
- ぼくは地球と歌う ─ぼく地球（タマ）次世代編II─（2015年[8] - 連載中、『別冊花とゆめ』・『MELODY』） - 単行本既刊9巻（2024年7月5日現在）